# Dave Bartholomew

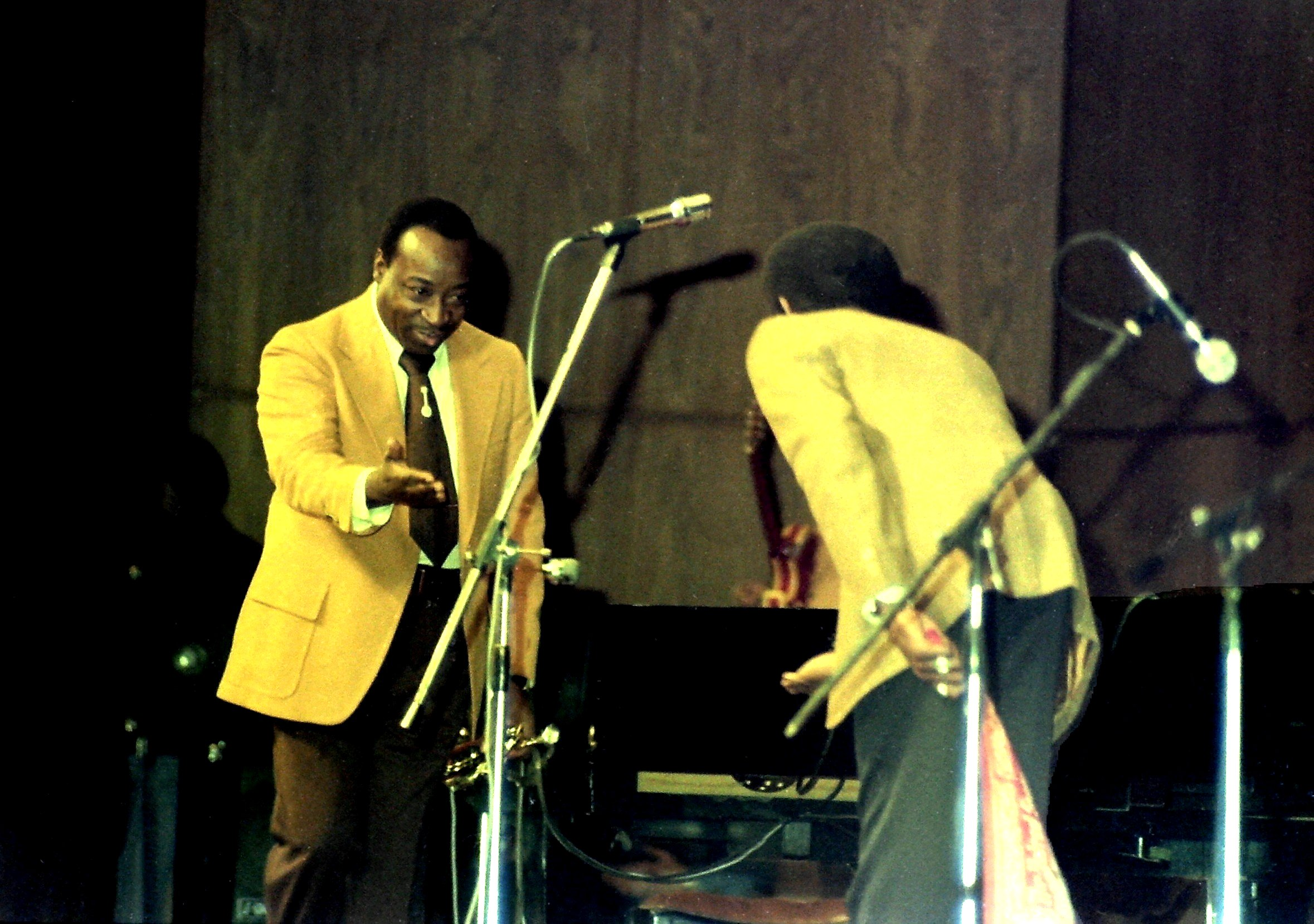
Dave Bartholomew (links) gastiert mit Fats Domino 1977 in Mannheim

Dave Bartholomew (* 24. Dezember 1918 in Edgard, Louisiana; † 23. Juni 2019 in New Orleans, Louisiana) war ein US-amerikanischer Rhythm-and-Blues- und Jazzmusiker, der ab den 1950er Jahren vorrangig als Produzent, Arrangeur und Komponist tätig war.

## Leben

### Die Anfänge
Im Alter von 15 Jahren begann Bartholomew Trompete und Tuba in New Orleans zu erlernen. Dabei hatte er mit Peter Davis denselben Musiklehrer wie zuvor Louis Armstrong. Im Mai 1942 feuerte Jimmie Lunceford sechs Leute aus seinem berühmten Orchester und rekrutierte Bartholomew als Trompeter. Schon kurz danach wurde Dave in die Armee einberufen und dort in eine Militärband abkommandiert. Der Bandleader Lunceford starb 1947, und seine Band zerfiel. In jenem Jahr suchte das in New Jersey beheimatete Plattenlabel DeLuxe Records nach Talenten in den Clubs von New Orleans, wo es auf „Dave Bartholomew & His Sextette“ stieß. Zu der 1946 gegründeten Band gehörten anfangs Meyer Kennedy (Gitarre), Joe Harris (Altsaxophon), Herb Hardesty, Alvin „Red Tyler“, Clarence Holts (Tenorsaxophon). Später wurden Earl Palmer (Schlagzeug), Frank Fields (Bassgitarre), Ernest McLean (Gitarre) und Salvador Doucette (Piano) eingewechselt. Letztere Formation war die personelle Konfiguration, die wenig später die Studioband in Cosimo Matassas berühmten Tonstudio und für Imperial Records die Hausband bildete.
Auf dem DeLuxe-Label erschien dann Bartholomews erste Platte im Jahre 1947 mit dem Titel She's Got Great Big Eyes. Im Jahre 1947 beteiligte sich King Records an DeLuxe, um dann das Label im Februar 1951 ganz zu übernehmen. Bartholomew blieb noch bis 1950 bei DeLuxe. Hier entstand auch im Februar 1950 Bartholomews größter Hit, das suggestive Country Boy, nachfolgend 100.000-mal verkauft und eine #14 der R&B-Charts. Erste Kontakte zu dem in New Orleans ansässigen Label Imperial Records entstanden, als Bartholomew am 29. November 1949 in Matassas J&M-Studios für die R&B-Sängerin Jewel King den Titel 3×7=21 (Imperial 5055) und Tommy Ridgleys Shrewsbury Blues in einer Session aufnahm. Die Bläser-Riffs in 3×7=21 wurden später zu Bartholomews Markenzeichen.

### Die Zeit bei Imperial Records

Fats Domino – The Fat Man

Dave Bartholomew wurde im Dezember 1949 bei Imperial Records zunächst Talentsucher, später dann auch Produzent, Arrangeur und Komponist. Wenige Tage nach Jewel Kings Plattenaufnahme produzierte Bartholomew im „J&M Studio“ am 10. Dezember 1949 insgesamt 8 Songs mit dem gerade von Imperial unter Vertrag genommenen Fats Domino. Diese erste Session dauerte fast 6 Stunden. Als dessen erste Single wurde hiervon The Fat Man, geschrieben von Bartholomew, mit dem berühmten Boogie-Piano-Intro ausgewählt. Die Platte entwickelte sich nach Veröffentlichung im Januar 1950 zu einem der seltenen Millionenseller des R&B. Für Domino begann hiermit eine große Karriere, die ohne Bartholomews Beiträge nicht denkbar gewesen wäre. Beide schrieben fortan über 40 Songs zusammen, von denen sich eine Vielzahl zu großen Hits des R&B entwickelte. Das erste Crossover im Juni 1952 war Goin’ Home, später schafften Fats Domino-Hits als höchste Platzierung eine #2 der Pop-Charts und den größten Hit seiner Karriere (der Klassiker Blueberry Hill im Oktober 1956). Die erfolgreiche Zusammenarbeit der beiden schwergewichtigen Musiker dauerte bis 1963, als Fats Domino das Label Imperial Records verließ und bei ABC-Paramount unterschrieb. Dabei blieben der Musikstil und das Arrangement weitgehend unverändert. Der Wiedererkennungswert der von Fats Domino im kreolischen Akzent vorgetragenen Stücke war auch deswegen hoch, weil die meisten Songs mit einem unverkennbaren Boogie-Piano-Part, einfachen Begleitriffs der Studioband und einem das Grundmotiv wiederholenden Tenor-Saxophon versehen waren.
Bartholomew selbst nahm eine Vielzahl von Platten für andere Labels auf, was zu Streitigkeiten mit Imperial führte. Für Decca Records entstanden am 10. Mai 1951 zwei Songs, für King Records wurden am 16. August 1951 in Cincinnati insgesamt 4, und am 22. Januar 1952 in den J&M-Studios nochmals 4 Songs eingespielt. Am berühmtesten hiervon ist wohl seine Komposition (zusammen mit Todd Rhodes, der hier Piano spielt) My Ding-A-Ling, entstanden am 22. Januar 1952 und auf King Records (King 4544) im Februar 1952 veröffentlicht. Der humorvolle und zweideutige call-and-response-Song erlebte als Coverversion anderer Interpreten später eine Renaissance. Zuerst griffen die Bees den Song unter dem Titel Toy Bell (Imperial 5314) im Dezember 1954 auf, bevor Chuck Berry ihn im September 1972 (Chess 2131) als Millionenseller unsterblich machte.
Für Imperial Records hatte Bartholomew eine Vielzahl von Interpreten akquiriert. Hierzu gehörten ab 1952 Smiley Lewis, Lloyd Price, Shirley & Lee, 1954 Blanche Thomas, ab 1955 Earl King, Tommy Ridgley, ab 1957 Chris Kenner, Robert Parker oder ab 1959 Frankie Ford. Er produzierte und arrangierte überwiegend ihre Sessions und komponierte für sie wichtige Songs. Bartholomews Produktionen wie Lawdy Miss Clawdy, One Night (Of Sin) oder Witchcraft wurden von Elvis Presley gecovert, Stack-A-Lee von Archibald wurde bei Lloyd Price zu Stagger Lee. Earl King würde nicht Trick Bag oder Come On gesungen haben, und Robert Palmer und Jimi Hendrix hätten diese Songs nicht covern können. Für Sugar Boy Crawford entstand Morning Star, Snooks Eaglin übernahm aus der Feder von Bartholomew That Certain Door oder Tommy Ridgley sang den Shrewsbury Blues. Bobby Mitchell übernahm I Try So Hard, I’m Gonna Be A Wheel Someday (später von Fats Domino gecovert) und Nothing Sweet As You, Shirley & Lee übernahmen Feel So Good.
Als im Dezember 1963 das Label Imperial Records an Liberty Records verkauft wurde, lehnte Bartholomew eine Übersiedlung zum Hauptsitz nach Hollywood ab und blieb in New Orleans. Damit endete auch sein Vertrag mit Imperial Records. Er arbeitete dann kurzzeitig für Trumpet Records oder Mercury und gründete 1967 sein eigenes Label Broadmoor, das er aber ohne Erfolg führte und liquidierte. Auch in den 1970er und 1980er Jahren betätigte er sich weiterhin in der Musikindustrie und leitete eine eigene Dixieland-Band in New Orleans. 1991 wurde er als Non-Performer in die Rock and Roll Hall of Fame aufgenommen. 1995 und 1998 wurden die Alben Dave Bartholomew and the Maryland Jazz Band und New Orleans Big Beat veröffentlicht. 2007 wurde Dave Bartholomew in die Blues Hall of Fame aufgenommen. Am 24. Dezember 2018 feierte er seinen 100. Geburtstag.

## Werk
Bartholomew sagte selbst, dass er mehr als 4000 Songs komponiert habe. Der BMI zufolge sind für David Bartholomew insgesamt 462 Kompositionen urheberrechtlich registriert. Die von ihm selbst veröffentlichten Stücke sind nicht besonders erfolgreich gewesen, sodass seine immense Arbeit als Produzent, Arrangeur und Komponist für andere Interpreten als seine eigentliche Leistung herausgestellt werden muss. Alleine für Fats Domino entstanden über 50 Singles mit einem Gesamtumsatz von etwa 65 Millionen Platten, von denen 22 vergoldet wurden.
Der Rolling Stone listete Bartholomew gemeinsam mit Fats Domino auf Rang 72 der 100 größten Songwriter aller Zeiten.

## Diskografie

### Singles
Als Dave Bartholomew & His Sextette:
- She's Got Great Big Eyes (And Great Big Thighs) / Bum Mae (DeLuxe 1004), September 1947
- Star Dust / Dave’s Boogie Woogie (DeLuxe 1114), September 1947

Als Dave Bartholomew Orchestra:
- Girt Town Blues / High Society Blues (Deluxe 3217), April 1949
- Nickel Wine (demo), (Specialty/Regal), 1949
- Country Boy / Mr. Fool (DeLuxe 3223), Februar 1950
- Carnival Day / That's How You Got Killed Before (Imperial 5064), Februar 1950
- Messy Bessie / Frantic Chick (Imperial 5089), Februar 1950
- 3x7=21 / Don’t Marry Too Soon (Jewel King with Dave Bartholomew), (Imperial 5055), März 1950
- Oh Cubanas / Going to Chow (Imperial 5096), aufgenommen am 23. März 1950
- Poppa Stoppa Theme Song, (Erkennungsmelodie im WNNR-AM-Radio New Orleans), aufgenommen am 23. März 1950
- Country Boy Goes Home / Ain't Gonna Do It (Imperial 5069), aufgenommen am 23. März 1950
- Basin Street Breakdown (vorher unveröffentlicht; CD Charly 273), 1950
- Tra La La / Treejim (Gesang: Tommy Ridgley), (Decca 48216), aufgenommen am 10. Mai 1951
- Sweet Home Blues / Twins (King 4482), aufgenommen am 10. August 1951
- In The Alley / I'll Never Be The Same (King 4508), aufgenommen am 10./16. August 1951
- Lawdy Lawdy Lord Part 1 / Lawdy Lawdy Lord Part 2 (Gesang: Tommy Ridgley), (King 4523), 1952
- My Ding-A-Ling / Bad Habit (King 4544), Februar 1952
- Who Drank My Beer While I Was in the Rear / Little Girl Sing Ding-A-Ling (Gesang: Tommy Ridgley), (Imperial 5210), Dezember 1952
- The Golden Rule / Mother Knows Best (King 4559), 1952
- No More Black Nights / Air Tight (Imperial 5249), September 1953
- Jump Children / Cat Music (Imperial 5308), Dezember 1954
- Four Winds / Every Night, Every Day (Imperial 5350), Juni 1955
- Shrimp and Gumbo / Old Cowhand from the Blues Band (Imperial 5373), Januar 1956
- Would You (If I Loved You Darling) / Turn Your Lamp Down Low (Imperial 5390), Juli 1956
- The Shufflin' Fox / The Monkey (Imperial 5438), April 1957
- Cinderella / Hard Times (Imperial 5481), Dezember 1957
- People Are Talking / Yeah Yeah (Imperial 5724), März 1961
- Junk Man / Hey Hey (Broadmoor 101), 1967

### LPs
- Fats Domino presents Dave Bartholomew and His Great Big Band (Imperial LP 9162), 1961
- New Orleans House Party – Dave Bartholomew (Imperial LP 9217), 1963

### Musikbeispiele
- Dave Bartholomew: The Monkey (Speaks His Mind) auf YouTube
- Dave Bartholomew (Autor): Elvis – One Night auf YouTube